# Đạt Minh Nhất Phái
Đạt Minh Nhất Phái (Hoa ngữ: 達明一派), (Anh ngữ: Tat Ming Pair) là nhóm nhạc của Hồng Kông gồm 2 thành viên Huỳnh Diệu Minh (黃耀明) (Anthony Wong Yiu Ming) (ca sĩ chính) and Lưu Dĩ Đạt (劉以達) (Tats Lau) (guitar và sáng tác). Ban nhạc thành lập năm 1985 lấy tên của Đạt và Minh làm tên ban nhạc.
Ban nhạc ngay lập tức đã nổi tiếng cho đến năm 1990 khi quyết định chia tay. Huỳnh Diệu Minh theo đuổi con đường ca hát riêng, còn Lưu Dĩ Đạt thì bước chân vào điện ảnh. Ca khúc nổi tiếng nhất của Đạt Minh Nhất Phái là "Thạch đầu ký" (Chuyện hòn đá)
Ban nhạc tái hợp một thời gian ngắn năm 1996 rồi lại rã. Tháng 10 năm 2004, 2 người tái hợp lần nữa cho buổi lưu diễn "Live For The People" (為人民服務). Album mới nhất phát hành năm 2005.
Năm 2007 Đạt Minh Nhất Phái mở buổi đại nhạc hội cùng Tạ Đình Phong mang tên "Đồng trường dị mộng" (新城唱好 謝霆鋒x達明一派 同場異夢), (Metro Radio Tat Ming Pair x Nicholas Tse Concert Live), hát lại những ca khúc hay nhất của nhóm & của cá nhân Tạ Đình Phong. Khán giả đến chật kín hội trường. Đêm Liveshow này được đánh giá là một trong những đêm nhạc Liveshow hay và giá trị nhất của làng nhạc Hồng Kông gần đây

## Album phát hành
- 1986: 達明一派: Đạt Minh Nhất Phái
- 1986: 達明一派 II: Đạt Minh Nhất Phái 2
- 1986: 石頭記: Thạch đầu ký
- 1986: Remix: Hãng EP
- 1987: 我等著你回來: Anh chờ em trở về
- 1987: 夜未央: Hương đêm: Remix EP
- 1988: 你還愛我嗎？: Em còn yêu anh không?
- 1988: 我們就是這樣長大的: New Songs + Remix + Compilation
- 1989: 意難平: Ý nan bình
- 1990: 神經: Thần kinh
- 1990: 不一樣的記憶: New Songs + Compilation
- 1996: 為人民服務: Album Box Set + Unpublished materials
- 1996: 萬歲萬歲萬萬歲!:
- 1996: 萬歲萬歲萬萬歲演唱會: Concert Recordings
- 2005: 達明 Reunion (Compilation): Đạt Minh Reunion
- 2005: The Party
- 2005: 為人民服務演唱會: Concert Recordings
- 2005: 新城唱好 謝霆鋒X達明一派 同場異夢音樂會: Concert Recordings